# Zsinórhangyaformák

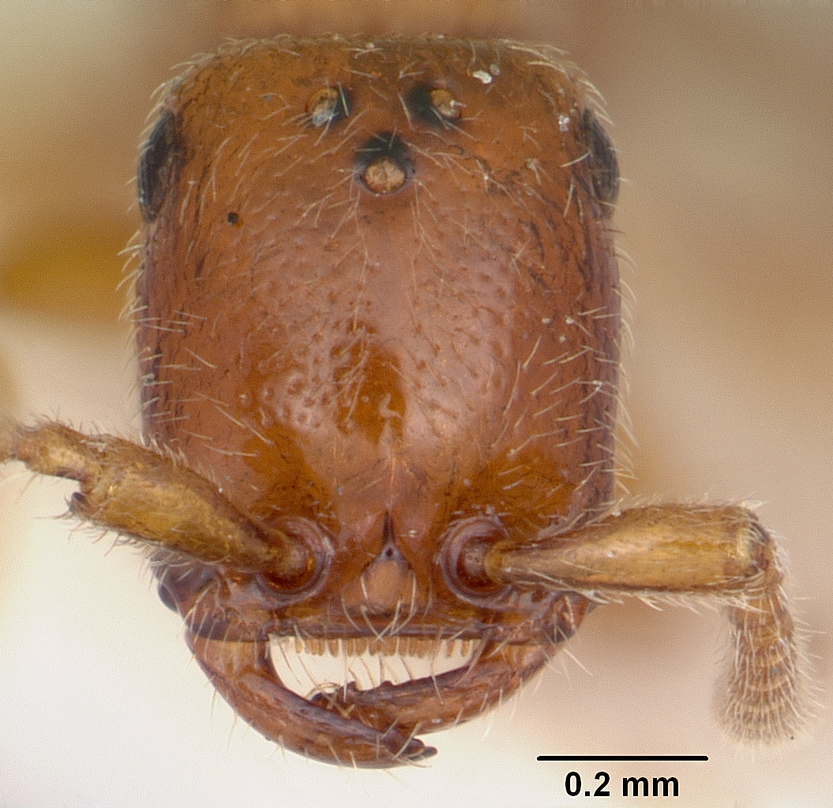
Zsinórhangya feje fölülnézetben

A zsinórhangyaformák (Apomyrminae) a hártyásszárnyúak (Hymenoptera) fullánkosdarázs-alkatúak (Apocrita) alrendjébe sorolt hangyák (Formicidae) családjának monotipikus alcsaládja, amelynek egyetlen faja a zsinórhangya Apomyrma stygia).

## Származása, elterjedése
Nyugat-Afrikában fedezték fel az 1960-as évek végén.

## Életmódja, élőhelye
A trópusi esőerdőkben él. Főleg százlábúakkal táplálkozik.

## Fordítás
Ez a szócikk részben vagy egészben  az   Apomyrma című angol Wikipédia-szócikk ezen változatának fordításán alapul.  Az eredeti cikk szerkesztőit annak laptörténete sorolja fel. Ez a jelzés csupán a megfogalmazás eredetét és a szerzői jogokat jelzi, nem szolgál a cikkben szereplő információk forrásmegjelöléseként.